# Лёве, Габриеле
Габриеле Лёве (род. 12 декабря 1958, Дрезден) — восточногерманская легкоатлетка (бег на короткие дистанции), серебряный призёр летних Олимпийских игр 1980 года в Москве.

## Карьера
Специализировалась в беге на 400 метров. На Олимпиаде в Москве Лёве выступала в беге на 400 метров и эстафете 4×400 метров. В первой дисциплине Лёве заняла 6-е место, а во второй сборная ГДР (Лёве, Барбара Круг, Кристина Латан и Марита Кох) завоевала олимпийское серебро с результатом 3.20,35 с, пропустив вперёд сборную СССР (3.20,12 с).